# Cocina de Stuttgart

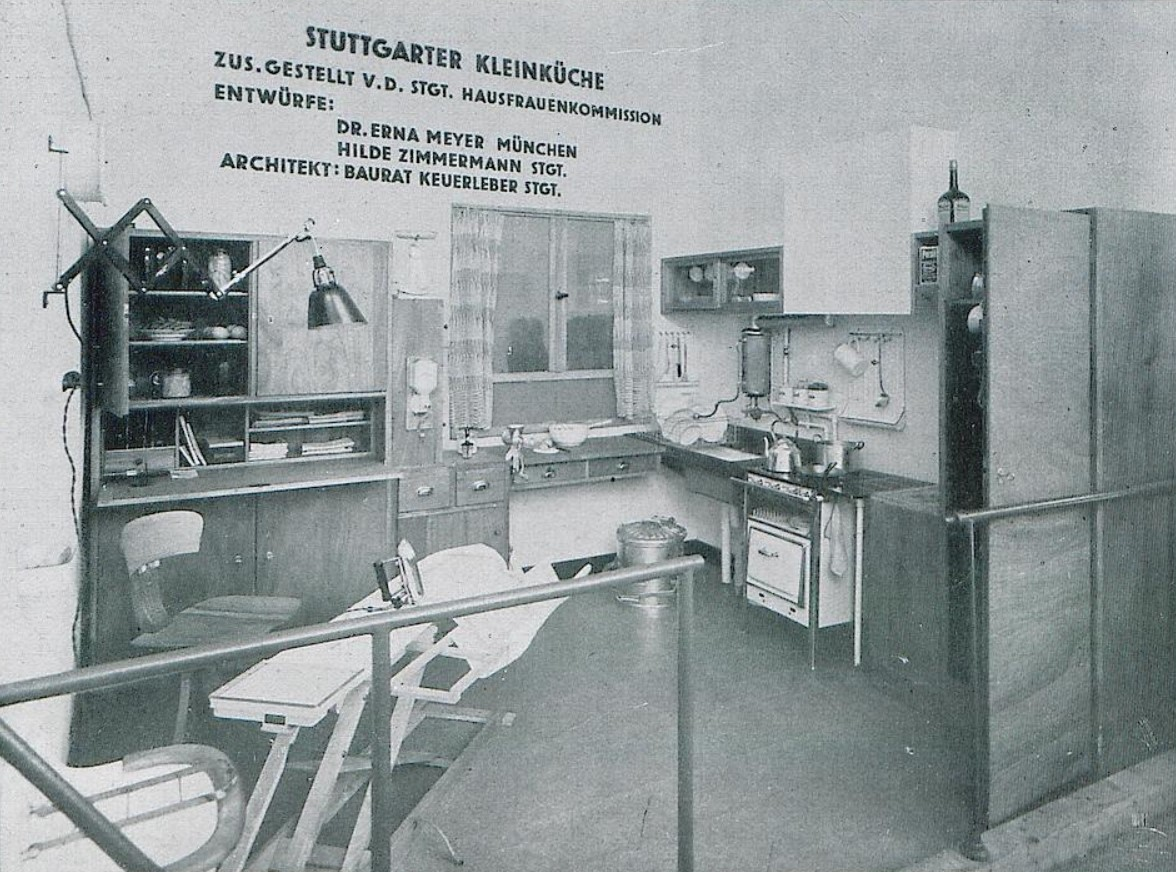
Cocina de Stuttgart pequeña.

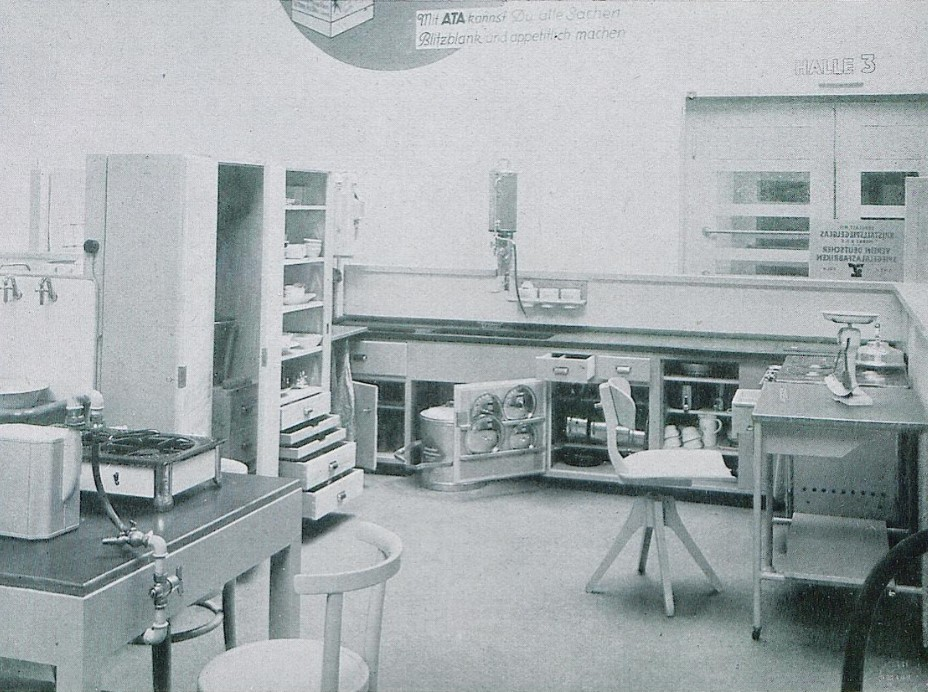
Cocina de Stuttgart de enseñanza.

La cocina de Stuttgart (en alemán: Stuttgarter Küche) es una cocina de la década de 1920 compuesta por un pequeño conjunto de muebles básicos y móviles que podían combinarse en diversas configuraciones de armarios, lo que permitía a los compradores ensamblarlos en la tienda según sus necesidades. Fue diseñada por la economista doméstica alemana Erna Meyer y Hilde Zimmermann.
En 1927, se exhibieron cuatro tipos de cocinas de Stuttgart en la exposición del Deutscher Werkbund en la Weißenhofsiedlung. Tres de ellas —la «cocina de Stuttgart», la «cocina de Stuttgart pequeña» ( Stuttgarter Kleinküche) y la «cocina de Stuttgart de enseñanza» (Stuttgarer Lehrküche)— fueron diseñadas por Meyer y Zimmermann. La cocina de Stuttgart medía aproximadamente 3 x 3 metros (9 m²). Su mobiliario seguía una disposición en L que dejaba espacio para una mesa y se comunicaba con la sala de estar o el comedor contiguo a través de una mampara de cristal o un pasaplatos.
La adaptabilidad de la cocina de Stuttgart marcó un claro cambio con respecto a la disposición fija de la cocina de Frankfurt, diseñada por Margarete Schütte-Lihotzky para el programa de viviendas de Frankfurt. La flexibilidad de la cocina de Stuttgart reflejó el enfoque empírico y metodológico de Meyer en adaptar el diseño al uso práctico. La cocina de Stuttgart era más luminosa y tenía una disposición más abierta que la de Frankfurt. Permitía que dos personas trabajaran simultáneamente y cumplía múltiples funciones. El espacio era completamente blanco, bien iluminado por un gran ventanal y con un mobiliario minimalista, con todo dispuesto para facilitar el acceso y un uso eficiente. Los azulejos blancos cubrían la habitación, y se incluyeron una mesa y un pasaplatos; características que permitían comer en la cocina, probablemente para desayunar o tomar un refrigerio, y proporcionaban una conexión directa con el espacio habitable contiguo. Estas cocinas comenzaron a adquirir las cualidades de habitaciones habitadas integradas en el entorno doméstico general.
La cocina de Stuttgart se aplicó a los proyectos de viviendas en hilera diseñados por J. J. P. Oud, el arquitecto municipal de Róterdam, así como por Adolf Gustav Schneck. La principal desventaja tanto de la cocina de Frankfurt como de la de Stuttgart era que los niños estaban fuera de la vista del cocinero, por lo que en 1928 se propuso la cocina de Múnich.